# Vilhelm Wolfhagen
Vilhelm Wolfhagen (Copenhaguen, 11 de novembre de 1889 – Frederikshavn, 5 de juliol de 1958) va ser un futbolista danès que va competir a començaments del segle xx. Jugà com a davanter i en el seu palmarès destaquen dues medalles de plata en la competició de futbol dels Jocs Olímpics de Londres de 1908 i d'Estocolm de 1912; i quatre edicions de la lliga danesa de futbol, el 1912-1913, 1913-1914, 1916-1917 i 1917-1918, sempre amb el KB Copenhaguen.
A la selecció nacional jugà un total de 18 partits, en què marcà 18 gols.